# Przegroda przeciwpożarowa
Przegroda przeciwpożarowa – przegroda z otworem przełazowym bez drzwi, wykonana w strefie pożarowej tunelu, służąca do ograniczenia rozprzestrzeniania się pożaru w obrębie jednej strefy, wykonana z materiałów niepalnych.